# Frank E. Wilson

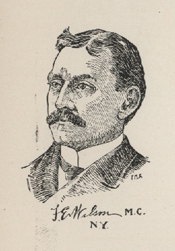
Frank E. Wilson

Frank Eugene Wilson (* 22. Dezember 1857 in Roxbury, New York; † 12. Juli 1935 in Brooklyn, New York) war ein US-amerikanischer Arzt und Politiker. Er vertrat zwischen 1899 und 1905 sowie zwischen 1911 und 1915 den Bundesstaat New York im US-Repräsentantenhaus.

## Werdegang
Frank Eugene Wilson wurde ungefähr dreieinhalb Jahre vor dem Ausbruch des Bürgerkrieges in Roxbury geboren und wuchs dort auf. Er besuchte öffentliche Schulen und die Poughkeepsie Military Academy. Dann graduierte er 1882 am Jefferson Medical College in Philadelphia (Pennsylvania) und praktizierte danach bis April 1888 in Pleasant Valley. Wilson zog in die damals noch eigenständige Stadt Brooklyn, wo er weiter als Arzt tätig war. Als Oberarzt war er Leiter und Mitglied des Direktoriums (Board of Governors) am Bushwick Hospital und Gastarzt (visiting physician) am Swedish Hospital. Politisch gehörte er der Demokratischen Partei an.
Bei den Kongresswahlen des Jahres 1898 wurde er im fünften Wahlbezirk von New York in das US-Repräsentantenhaus in Washington, D.C. gewählt, wo er am 4. März 1899 die Nachfolge von Charles G. Bennett antrat. Er wurde einmal wiedergewählt. Dann kandidierte er im vierten Wahlbezirk von New York für einen Kongresssitz. Nach einer erfolgreichen Wahl trat er am 4. März 1903 die Nachfolge von Harry A. Hanbury an. Bei seiner vierten Kandidatur erlitt er allerdings eine Niederlage und schied nach dem 3. März 1905 aus dem Kongress aus. Während seiner Zeit als Kongressabgeordneter nahm er 1900 als Delegierter an der Democratic National Convention teil. Wilson wurde bei den Kongresswahlen des Jahres 1910 im vierten Wahlbezirk in das US-Repräsentantenhaus wiedergewählt und trat am 4. März 1911 die Nachfolge von Charles B. Law an. Zwei Jahre später kandidierte er im dritten Wahlbezirk von New York für einen Kongresssitz. Nach einer erfolgreichen Wahl trat er am 4. März 1913 die Nachfolge von James P. Maher an. Da er auf eine weitere Kandidatur im Jahr 1914 verzichtete, schied er nach dem 3. März 1915 aus dem Kongress aus.
Danach nahm er in Brooklyn wieder seine Tätigkeit als Arzt auf und praktizierte dort bis zu seinem Tod am 12. Juli 1935. Sein Leichnam wurde eingeäschert und die Asche auf dem Roxbury Cemetery beigesetzt.